# Leichtathletik-Weltmeisterschaften 2023/Teilnehmer (Portugal)
| Goldmedaillen | Silbermedaillen | Bronzemedaillen |
| ------------- | --------------- | --------------- |
| –             | –               | –               |

Der portugiesische Leichtathletikverband nominierte 29 Athletinnen und Athleten für die Leichtathletik-Weltmeisterschaften 2023 in Budapest.

## Ergebnisse

### Männer

#### Laufdisziplinen
| Athlet      | Disziplin   | Vorlauf     | Vorlauf | Halbfinale  | Halbfinale | Finale      | Finale |
| Athlet      | Disziplin   | Zeit        | Platz   | Zeit        | Platz      | Zeit        | Platz  |
| ----------- | ----------- | ----------- | ------- | ----------- | ---------- | ----------- | ------ |
| João Coelho | 400 m       | 45,38 s     | 06      | DNQ         | DNQ        | –           | –      |
| Isaac Nader | 1500 m      | 3:34,36 min | 05      | 3:35,31 min | 05         | 3:35,41 min | 12     |
| João Vieira | 20 km Gehen |             |         |             |            | 1:23:37 h   | 33     |
| João Vieira | 35 km Gehen |             |         |             |            | DNF         | DNF    |

#### Sprung/Wurf
| Athlet          | Disziplin      | Qualifikation | Qualifikation | Finale     | Finale |
| Athlet          | Disziplin      | Weite/Höhe    | Platz         | Weite/Höhe | Platz  |
| --------------- | -------------- | ------------- | ------------- | ---------- | ------ |
| Pedro Buaró     | Stabhochsprung | 5,35 m        | 26            | DNQ        | DNQ    |
| Tiago Pereira   | Dreisprung     | 16,77 m SB    | 09            | 16,26 m    | 11     |
| Pedro Pichardo  | Dreisprung     | DNS           | DNS           | DNQ        | DNQ    |
| Tsanko Arnaudov | Kugelstoßen    | 19,17 m       | 30            | DNQ        | DNQ    |
| Francisco Belo  | Kugelstoßen    | 19,24 m       | 27            | DNQ        | DNQ    |
| Leandro Ramos   | Speerwurf      | 74,03 m       | 31            | DNQ        | DNQ    |

### Frauen

#### Laufdisziplinen
| Athletin               | Disziplin    | Vorlauf      | Vorlauf | Halbfinale | Halbfinale | Finale       | Finale |
| Athletin               | Disziplin    | Zeit         | Platz   | Zeit       | Platz      | Zeit         | Platz  |
| ---------------------- | ------------ | ------------ | ------- | ---------- | ---------- | ------------ | ------ |
| Arialis Gandulla       | 100 m        | 11,47 s      | 07      | DNQ        | DNQ        | –            | –      |
| Lorène Bazolo          | 100 m        | 11,29 s      | 04      | DNQ        | DNQ        | –            | –      |
| Lorène Bazolo          | 200 m        | 23,13 s      | 06      | DNQ        | DNQ        | –            | –      |
| Cátia Azevedo          | 400 m        | 51,93 s      | 04      | DNQ        | DNQ        | –            | –      |
| Patrícia Silva         | 800 m        | 2:05,54 min  | 08      | DNQ        | DNQ        | –            | –      |
| Salomé Afonso          | 1500 m       | 4:06,55 min  | 11      | DNQ        | DNQ        | –            | –      |
| Marta Pen              | 1500 m       | 4:07,74 min  | 10      | DNQ        | DNQ        | –            | –      |
| Mariana Machado        | 5000 m       | 15:28,97 min | 14      |            |            | –            | –      |
| Solange Jesus          | Marathon     |              |         |            |            | 2:45:08 h    | 60     |
| Fatoumata Binta Diallo | 400 m Hürden | 56,03 s      | 07      | DNQ        | DNQ        | –            | –      |
| Ana Cabecinha          | 20 km Gehen  |              |         |            |            | 1:28:49 h SB | 09     |
| Vitória Oliveira       | 20 km Gehen  |              |         |            |            | 1:33:04 h PB | 23     |
| Inês Henriques         | 35 km Gehen  |              |         |            |            | DNF          | DNF    |

#### Sprung/Wurf
| Athletin        | Disziplin   | Qualifikation | Qualifikation | Finale     | Finale |
| Athletin        | Disziplin   | Weite/Höhe    | Platz         | Weite/Höhe | Platz  |
| --------------- | ----------- | ------------- | ------------- | ---------- | ------ |
| Eliana Bandeira | Kugelstoßen | 17,79 m       | 21            | DNQ        | DNQ    |
| Auriol Dongmo   | Kugelstoßen | 19,59 m       | 02            | 19,69 m    | 04     |
| Jessica Inchude | Kugelstoßen | 18,16 m       | 16            | DNQ        | DNQ    |
| Liliana Cá      | Diskuswurf  | 63,34 m       | 07            | 63,59 m    | 08     |
| Irina Rodrigues | Diskuswurf  | 57,08 m       | 26            | DNQ        | DNQ    |

### Mixed

#### Laufdisziplinen
| Athletin/Athlet | Disziplin | Vorlauf     | Vorlauf | Finale | Finale |
| Athletin/Athlet | Disziplin | Zeit        | Platz   | Zeit   | Platz  |
| --- | --------- | ----------- | ------- | ------ | ------ |
| Cátia Azevedo (w) Fatoumata Diallo (w) Ricardo dos Santos (m) Omar Elkhatib (m) nicht eingesetzt: João Coelho (m) Carina Vanessa (w) | 4 × 400 m | 3:15,75 min | 16      | DNQ    | DNQ    |